# 톰 맥베스
톰 맥베스(영어: Tom McBeath)는 캐나다의 배우이다. 드라마 《스타게이트 SG-1》에서 해리 메이본 역으로 출연하였다.